# Oliver Schnakenberg
Oliver Schnakenberg (* 6. Juli 1959 in Wuppertal) ist ein deutscher Diplomat. Seit 2023 ist er Botschafter der Bundesrepublik Deutschland in Niger. Zuvor war er von 2020 bis 2023 Botschafter der Bundesrepublik Deutschland in der Demokratischen Republik Kongo.

## Laufbahn
Oliver Schnakenberg legte das Abitur 1978 an der Oranienschule in Wiesbaden ab. Nach einem Studium der Rechtswissenschaft, Promotion und zweitem juristischen Staatsexamen trat er 1991 in den Auswärtigen Dienst ein.
Anschließend an die Diplomatenausbildung arbeitete er von 1992 bis 1993 im Auswärtigen Amt, wurde dann stellvertretender Leiter des Generalkonsulats Chennai und wechselte 1996 an die Botschaft Kiew.
Von 1999 bis 2002 war Schnakenberg im Auswärtigen Amt beschäftigt, ging dann als stellvertretender Leiter an die Botschaft Hanoi und war von 2006 bis 2009 stellvertretender Referatsleiter für Visumpolitik, Ausländer- und Asylrecht im Auswärtigen Amt. Von 2009 bis 2010 leitete Schnakenberg das neu eröffnete Generalkonsulat Erbil und war danach stellvertretender Leiter des Generalkonsulats New York. 2013 kam er als Leiter des Referats Ausländer- und Asylrecht zurück in das Auswärtige Amt. In dieser Funktion war er Mitglied des Beirats für Forschungsmigration des Bundesamtes für Migration und Flüchtlinge. 2017 wechselte Schnakenberg als stellvertretender Leiter an die Botschaft Teheran und wurde 2020 zum Botschafter der Bundesrepublik Deutschland in Kinshasa ernannt.
Seit 2023 ist er deutscher Botschafter in Niamey. Nach dem Militärputsch in Niger gab es Anfang August 2023 kurzzeitig Meldungen, dass die Putschisten neben dem französischen Botschafter auch den deutschen Botschafter Schnakenberg ausweisen. Diese Meldungen erwiesen sich jedoch, in Bezug auf Schnakenberg, als falsch.
Schnakenberg hat drei Kinder.